# Pendule (passe)
Pour les articles homonymes, voir Pendule.

Dans le monde de la tauromachie, le pendule (« pendulo » en espagnol) est une passe de muleta, dont il existe plusieurs versions : principalement une version européenne et une version mexicaine.

## Historique
La version européenne, d'origine espagnole, a été créée par  le torero comique Don Tancredo. Elle portait alors le nom de passe de Don Tancredo et se pratiquait avec la cape. Elle a été reprise par différents toreros  :  Manuel Dos Santos, Pedrés, Chicuelo II avec la muleta. Elle est restée peu pratiquée  en Europe jusqu'à ces dernières années où de jeunes matadors ayant toréé au Mexique, où elle est très utilisée, l'ont remise en valeur.

## Description
Le torero tient la muleta derrière son corps et lui donne un mouvement d'un balancier de pendule. Le taureau charge alors en ignorant le matador. C'est un « cite » très spectaculaire car l'homme doit se placer dans les cornes de l'animal.
Dans sa version mexicaine mexicaine, le pendule est encore plus spectaculaire puisqu'il faut citer le taureau de loin, ce qui augmente le danger. De profil, avec la muleta à mi-hauteur tenue dans la main droite, le matador dirige son bras gauche vers le taureau et pour fixer son attention il donne un  toque (mouvement du poignet) avec la muleta pour dévier sa charge et lui donner la sortie par l'arrière du corps.